# Paraguarí (departement)
Paraguarí is een departement van Paraguay. Het heeft een oppervlakte van 8705 km² en 239.633 inwoners (2012); voor 2016 is de prognose 253.567 inwoners. De hoofdstad is Paraguarí.

## Bestuurlijke indeling
Het departement is verdeeld in achttien districten.
| Nr. | District                         | Inwoners | Oppervlakte |
| --- | -------------------------------- | -------- | ----------- |
| 1   | Acahay                           | 16.624   | 403 km²     |
| 2   | Caapucú                          | 20.141   | 2.301 km²   |
| 3   | Carapeguá                        | 36.118   | 442 km²     |
| 4   | Escobar                          | 8.675    | 364 km²     |
| 5   | General Bernardino Caballero     | 7.250    | 169 km²     |
| 6   | La Colmena                       | 5.804    | 117 km²     |
| 7   | María Antonia                    | 5.382    | 312 km²     |
| 8   | Mbuyapey                         | 14.560   | 793 km²     |
| 9   | Paraguarí                        | 24.058   | 273 km²     |
| 10  | Pirayú                           | 17.727   | 143 km²     |
| 11  | Quiindy                          | 21.356   | 897 km²     |
| 12  | Quyquyhó                         | 7.495    | 624 km²     |
| 13  | San Roque González de Santa Cruz | 12.226   | 229 km²     |
| 14  | Sapucaí                          | 6.788    | 338 km²     |
| 15  | Tebicuarymí                      | 4.570    | 130 km²     |
| 16  | Yaguarón                         | 31.443   | 195 km²     |
| 17  | Ybycuí                           | 24.780   | 702 km²     |
| 18  | Ybytimí                          | 7.400    | 312 km²     |